# Ark-La-Tex

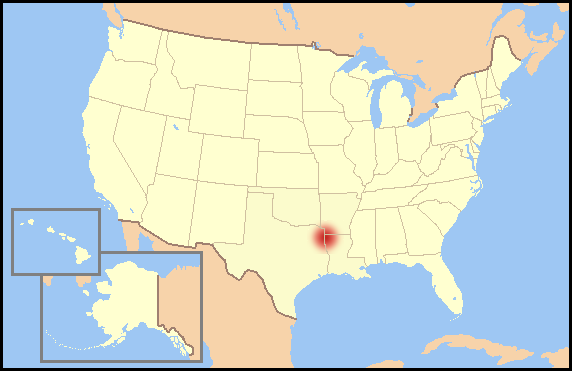
Das Gebiet der Ark-La-Tex in den Vereinigten Staaten

Als Ark-La-Tex – alternativ ArkLaTex – wird eine sozioökonomische Region in den Vereinigten Staaten bezeichnet, an der sich eine gemeinsame Grenze der vier Bundesstaaten Arkansas, Louisiana, Texas und Oklahoma befindet. Zu ihr gehören Areale aus dem Nordwesten Louisianas, dem Nordosten Texas’, dem Süden Arkansas’ sowie dem Südosten Oklahomas.
Obwohl es keine offizielle US-amerikanische Metropolregion ist, leben in diesem Gebiet etwa 1,04 Millionen Menschen auf einer Fläche von etwa 120.400 Quadratkilometern. Die größte Nord-Süd-Ausdehnung beläuft sich auf 386 km, die größte West-Ost-Ausdehnung auf 312 km. Das Zentrum der Region bilden die beiden Städte Shreveport und Bossier City. Der größte Teil der Region befindet sich in der Ökoregion der Piney Woods, einem dichten Waldgebiet mit Laub- und Nadelbäumen sowie zahlreichen Schlammtümpeln und Sümpfen, die wiederum verbunden sind mit wasserreichen Gebilden wie dem Caddo Lake oder dem Red River.

## Städte
- Arkansas: Arkadelphia, Ashdown, Camden, Delight, De Queen, El Dorado, Fouke, Glenwood, Hope, Magnolia, Mena, Murfreesboro, Nashville, Prescott, Stamps, Texarkana
- Louisiana: Benton, Bernice, Blanchard, Bossier City, Greenwood, Hosston, Mansfield, Many, Minden, Mooringsport, Natchitoches, Plain Dealing, Pleasant Hill, Ruston, Sarepta, Shongaloo, Shreveport, Springhill, Vivian, Zwolle
- Oklahoma: Antlers, Broken Bow, Haworth, Hugo, Idabel
- Texas: Atlanta, Athens, Bonham, Carthage, Clarksville, Crockett, Daingerfield, De Kalb, Gilmer, Hallsville, Henderson, Hooks, Jacksonville, Jefferson, Kilgore, Longview, Lufkin, Marshall, Mount Pleasant, Mount Vernon, Nacogdoches, Naples, New Boston, New London, Omaha, Paris, Pittsburg, Scottsville, Sulphur Springs, Tatum, Texarkana, Tyler, Waskom

### Größte Städte
| Ort                     | Gegründet | Fläche     | Einwohnerzahl |
| ----------------------- | --------- | ---------- | ------------- |
| Shreveport, Louisiana   | 1836      | 117,8 km²  | 200.975       |
| Tyler, Texas            | 1847      | 54,376 km² | 96.900        |
| Longview, Texas         | 1871      | 54,8 km²   | 80.455        |
| Bossier City, Louisiana | 1883      | 41,6 km²   | 62.745        |
| Texarkana, Texas        | 1873      | 27,7 km²   | 37.103        |
| Lufkin, Texas           | 1882      | 33,7 km²   | 35,067        |
| Texarkana, Arkansas     | 1880      | 42,65 km²  | 29,919        |

Koordinaten: 33° 30′ 36″ N, 94° 10′ 12″ W